# Rio Azul (Ivaí)
Der Rio Azul ist ein etwa 44 km langer linker Nebenfluss des Rio Ivaí im Inneren des brasilianischen Bundesstaats Paraná.

## Etymologie und Geschichte
Der portugiesische Name Rio Azul bedeutet auf Deutsch Blauer Fluss.

## Geografie

### Lage
Das Einzugsgebiet des Rio Azul befindet sich auf dem Terceiro Planalto Paranaense (Dritte oder Guarapuva-Hochebene von Paraná).

### Verlauf
Sein Quellgebiet liegt im Munizip Ariranha do Ivaí auf 729 m Meereshöhe etwa 7 km westlich des Hauptorts an der PRC-466.
Der Fluss verläuft in nordöstlicher Richtung. Nach etwa 25 km erreicht er die Grenze zu Ivaiporã und bildet diese bis, er den Rio Ivaí erreicht. Er mündet auf 420 m Höhe von links in den Rio Ivaí. Er ist etwa 44 km lang.

### Munizipien im Einzugsgebiet
Am Rio Azul liegen die zwei Munizipien Ariranha do Ivaí und Ivaiporã.